# Casteldaccia
Casteldaccia er en italiensk by (og kommune) i regionen Sicilien i Italien, med omkring 11.585(2023) indbyggere.  